# Estany Gelat (Comalesbienes)
L'Estany Gelat de Comalesbienes és un llac que es troba en el terme municipal de la Vall de Boí, a la comarca de l'Alta Ribagorça, i dins del Parc Nacional d'Aigüestortes i Estany de Sant Maurici.
El llac, d'origen glacial, està situat a 2.739 metres d'altitud, a la part alta de la Vall de Comalesbienes. Rodejat pels Crestells de Colieto i les Crestes Barrades, drena cap a l'Estany Superior de Comalesbienes.

## Rutes[2]
El punt d'inici d'aquest camí es troba al costat del barratge que tanca l'accés per carretera a la Presa de Cavallers, uns 400 metres abans d'arribar-hi, a 1.743 metres d'altitud. La ruta puja direcció est pel Barranc de Comalesbienes, fins a assolir el petit tossal (2.649,4 m) que es troba al mig del circ. Des d'aquest punt es va a buscar el desguàs del més septentrional dels dos Estanys de Comalesbienes, per creuar a gual el rierol. Un cop al costat oriental es remunta direcció est fins a trobar l'estany.